# Győrfi Endre
Győrfi Endre (Hajmáskér, 1920. március 30. – Balatonföldvár, 1992. június 5.) olimpiai ezüstérmes vízilabdázó, edző, sportvezető, mérnök. Beceneve Murci Bácsi.

## Életpályája
Donneri elemi iskolába járt, a középiskolát Kaposváron a Somssich Pál (ma Táncsics Mihály) gimnáziumban végezte. 1939-ben Budapestre került a műegyetemre. A Vasas SC sportvezetői időszakában Budapesten egy tervezőiroda osztályvezetője, majd a Tervhivatal (OT) csoportvezető főmérnöke volt. 1964-ben visszakerült Kaposvárra, ahol kinevezték a SOMBER igazgatójának.

## Sportpályafutása
Sportolóként az Adorján József által irányított Kaposvári Hunyadi Vasutas SE úszó és vízilabda szakosztályában versenyzett. Mellúszóként kezdte, majd átpártolt a pólósokhoz, ahol a kapuban kötött ki. Budapestre kerülve a MAFC II. osztályú vízilabda csapatát erősítette. Edzője dr. Somóczi Lóránt. 1944-ben mutatkozhatott be a válogatottban. 1947-ben a párizsi főiskolai világbajnokságon részt vett aranyérmes csapat tagja. Angliában rendezett XIV., az 1948. évi nyári olimpiai játékok vízilabda tornáján Németh János szövetségi kapitány irányításával az ezüstérmes válogatott kapusa. A tornán főszereplővé lépett elő, miután a válogatott első számú kapusának megsérült a csuklója, így ő került be a kapuba. 1948–1949 között kilenc alkalommal (hétszer a B keretnél) védte a Magyar férfi vízilabda-válogatott kapuját. Hosszú időn át makacs könyöksérüléssel bajlódott. 1949-ben a Honvédba igazolt. 1957-ben Moszkvában egy nemzetközi tornát követően hivatalosan is elbúcsúzott.

## Sportvezetőként
A második világháborút követően újraszervezte az átalakult Munkás Testedző Egyesület vízilabda csapatát. A szakmai irányításával a csapat 1947-ben Vasutas Torna Egylet néven megnyerte a Vasutas Bajnokságot. 1948-ban a MAFC elnökének választották. Pályafutása befejezéseként a budapesti Vasasnál töltött be vezetői posztot. Kaposvárra visszatérve előbb a Kaposvári Vasasnál ténykedett, majd Somogy megye úszószövetség elnöke lett, később pedig a Rákóczi úszóit irányította. A hetvenes-nyolcvanas években Dr. Piskothy Péter és Győrfi Endre foglalkozott a csapatokkal.